# Octavia Spencer
Pour les articles homonymes, voir Spencer.
Octavia Spencer est une actrice et productrice américaine, née le 25 mai 1970 à Montgomery en Alabama.
Elle commence sa carrière à la fin des années 1990. Elle décroche de nombreux rôles secondaires, au cinéma et à la télévision. Elle devient notamment un visage familier du petit écran mais elle peine à obtenir des rôles au premier plan.
C'est finalement grâce à sa participation à la série télévisée Ugly Betty (2007) ainsi qu'au film Sept vies (2008) que sa notoriété s'accroît. En 2011, elle décroche le rôle qui la propulse sur le devant de la scène avec le drame La Couleur des sentiments. Grâce à son interprétation, elle obtient de nombreuses récompenses dont l'Oscar de la meilleure actrice dans un second rôle. Elle est nommée dans cette même catégorie deux autres fois, pour Les Figures de l'ombre (2016) et pour La Forme de l'eau (2017), deux succès critique d'envergure. Depuis sa consécration aux Oscars, elle alterne premiers et seconds rôles dans des productions variées : Fruitvale Station (2013), Snowpiercer, le Transperceneige (2013), Get on Up (2014), Divergente 2 : L'Insurrection (2015), Divergente 3 : Au-delà du mur (2016), Le Chemin du pardon (2016), Mary (2017), Apprentis Parents (2019), Ma (2019), Sacrées Sorcières (2021).

## Biographie

### Jeunesse et formation
Octavia Lenora Spencer est née à Montgomery en Alabama, et a six frères et sœurs. Sa mère, Dellsena Spencer (1945-1988), a travaillé comme domestique. Son père est décédé quand elle avait treize ans. C'est une élève dyslexique.
Elle a seize ans lorsqu'elle est engagée comme assistante sur le tournage de la comédie dramatique La Liberté au bout du chemin réalisée par Richard Pearce avec Sissy Spacek et Whoopi Goldberg comme vedettes. Elle découvre alors le milieu du cinéma et décide suivre les pas de Goldberg,.
En 1988, elle est diplômée du Jefferson Davis High School à Montgomery. Elle étudie l'art dramatique pendant deux ans, et reçoit un baccalauréat en arts libéraux à l'université d'Auburn.

### Carrière

#### Débuts discrets et rôles secondaires

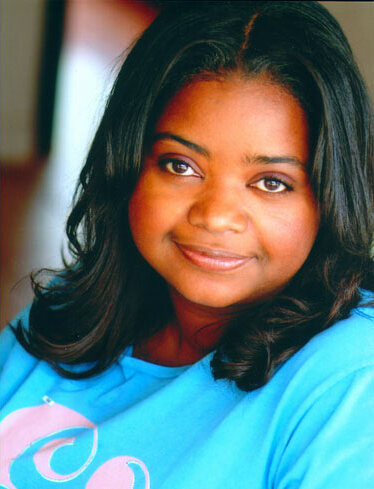

En 1996, le réalisateur Joel Schumacher lui offre son premier rôle, celui d’une infirmière dans le film dramatique Le Droit de tuer ? aux côtés de Matthew McConaughey. Durant le tournage, elle rencontre Tate Taylor, alors assistant de production, avec qui elle collabore à plusieurs reprises tout au long de sa carrière. L'actrice et le futur réalisateur partent ainsi s'installer à Los Angeles. Ils deviennent colocataires et la jeune aspirante actrice travaille sur ses courts métrages.
Pendant des années, Octavia Spencer est cantonnée à de la figuration ou à des rôles très secondaires,. Elle côtoie les comédiens les plus en vue et tourne pour de nombreux cinéastes reconnus, mais elle peine à trouver de grands rôles,.
Elle incarne à plusieurs reprises un personnage membre du personnel soignant, notamment dans La Somme de toute chose (en) (2000) de Marc Forster et De quelle planète viens-tu ? de Mike Nichols (2000). Elle est aussi l'une des victimes de Michael Myers dans Halloween 2 (2009). Elle est également une passagère d'un ascenseur dans l'acclamé Dans la peau de John Malkovich de Spike Jonze (1999), elle fait une brève apparition dans le blockbuster Spider-Man de Sam Raimi (2002), Clark Johnson fait d'elle une voisine dans le film d'action S.W.A.T. unité d'élite (2003), Charles Herman-Wurmfeld l’engage comme agent de sécurité pour la comédie La blonde contre-attaque (2003), elle est une cliente du Beauty Shop de Bille Woodruff (2005), une piétonne dans The Nines de John August (2007) et elle retrouve Sam Raimi en tant qu'employée de banque dans le film d'horreur Jusqu'en enfer (2009).
Du côté de la télévision, elle obtient aussi des rôles mineurs, comme dans des téléfilms tels que Le Manipulateur de John McNaughton et La Bonne Étoile de Dick Lowry. Mais surtout, elle apparaît dans de nombreuses séries télévisées populaires telles que Urgences, Roswell, X-Files : Aux frontières du réel, Malcolm, Dharma et Greg, New York Police Blues, Les Experts, The Big Bang Theory, etc. Elle devient progressivement un visage familier du petit écran.
En 2007, elle se fait remarquer, grâce à sa participation à la série Ugly Betty. Elle y incarne Constance Grady, une agente du service d'immigration qui s'occupe du personnage incarné par Tony Plana, le père de l'héroïne. Au même moment, elle rejoint la distribution principale de la sitcom Halfway Home (en), aux côtés de Regan Burns et Oscar Nuñez. Mais cette série de Comedy Central est rapidement arrêtée, faute d'audiences.
L'année suivante, elle redevient infirmière pour le drame Sept vies de l'Italien Gabriele Muccino, avec Will Smith et Rosario Dawson, et elle signe une nouvelle prestation saluée,. Deux ans plus tard, elle participe au remake américain de la comédie française Le Dîner de cons, The Dinner réalisé par Jay Roach.
En 2010, elle réalise un court métrage, The Unforgiving Minute, qui s’intéresse au parcours d'un jeune garçon souffre-douleur. La narratrice de ce film est Viola Davis, l'une de ses amies.

#### Passage au premier plan et consécration

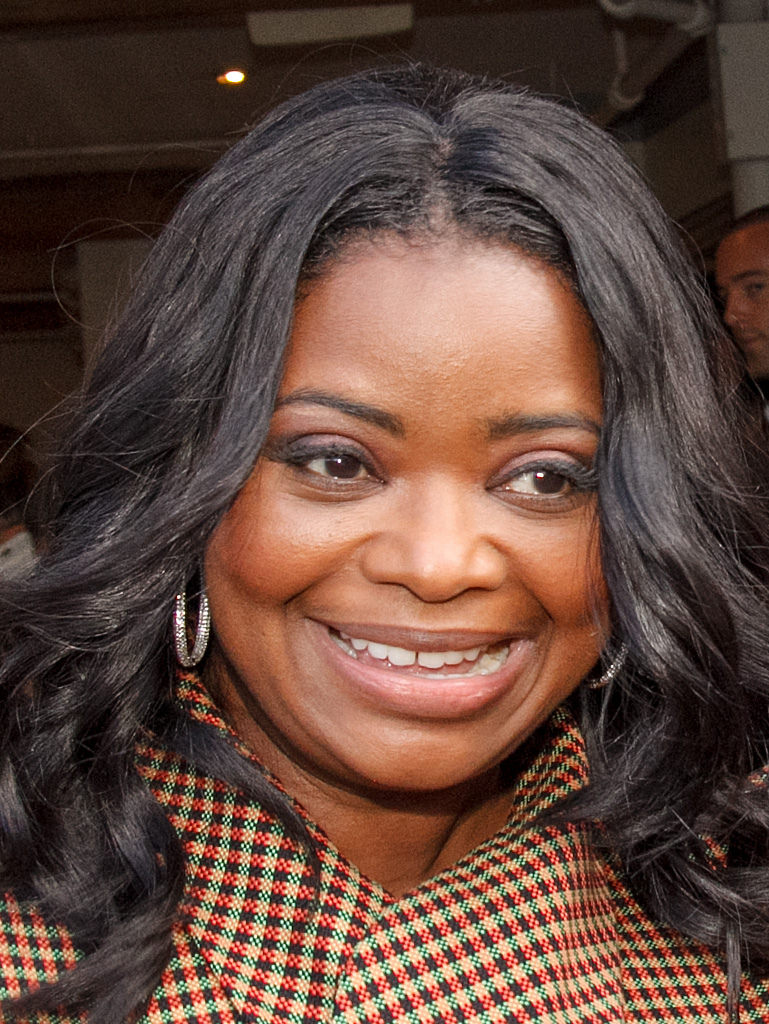
Au Festival international du film de Toronto 2016.

Soutenue par Tate Taylor, avec qui elle collabore à nouveau pour le film indépendant Pretty Ugly People (2008), Octavia Spencer se voit offrir le rôle qui s'avère décisif pour la suite de sa carrière.
En 2011, elle est ainsi à l'affiche du drame La Couleur des sentiments, d'après le roman homonyme de Kathryn Stockett. Distribué par Disney, ce long métrage décrit et dénonce la condition des domestiques afro-américaines dans le Mississippi raciste des années 1960. Elle y joue l'une des héroïnes aux côtés d'Emma Stone, Viola Davis, Bryce Dallas Howard et Jessica Chastain,,,,. Le film est un succès commercial et critique.
Pour sa performance, elle remporte une multitude de récompenses, dont Oscar de la meilleure actrice dans un second rôle, le BAFTA Award et le Golden Globe. Elle est aussi élue révélation de l'année lors du Festival international du film de Palm Springs. Elle remporte également deux victoires lors des Screen Actors Guild Awards comme meilleure actrice secondaire et meilleure distribution aux côtés de ses partenaires. En 2012, elle est élue femme de l'année par l'association Elle Women in Hollywood Awards et parvient, dès lors, à obtenir des rôles au premier plan.
En 2013, elle joue une mère qui se bat pour son fils dans Snowpiercer, le Transperceneige, une production présentée en avant-première mondiale en clôture du festival du cinéma américain de Deauville, dans laquelle elle donne la réplique à Chris Evans. La même année, elle reçoit une nouvelle vague de nominations à la suite de son premier rôle dans le drame Fruitvale Station de Ryan Coogler au côté de Michael B. Jordan. Le film est un succès du cinéma indépendant et est présenté au Festival du film de Sundance 2013, où il remporte le Grand prix du jury du Festival de Sundance dans la catégorie « US Dramatic », la plus importante récompense décernée par le festival, ainsi que le Prix du public dans la même catégorie.
Entre-temps, elle joue les guest-stars dans la série comique Mom avec Anna Faris et Allison Janney. En parallèle, elle crée une série de romans de jeunesse intitulée Randi Rhodes - Ninja Detective, dont le premier tome, The Case of the Time-Capsule Bandit, est publié en 2013. Le succès lui permet de sortir un deuxième tome, The Sweetest Heist in History, en 2015.

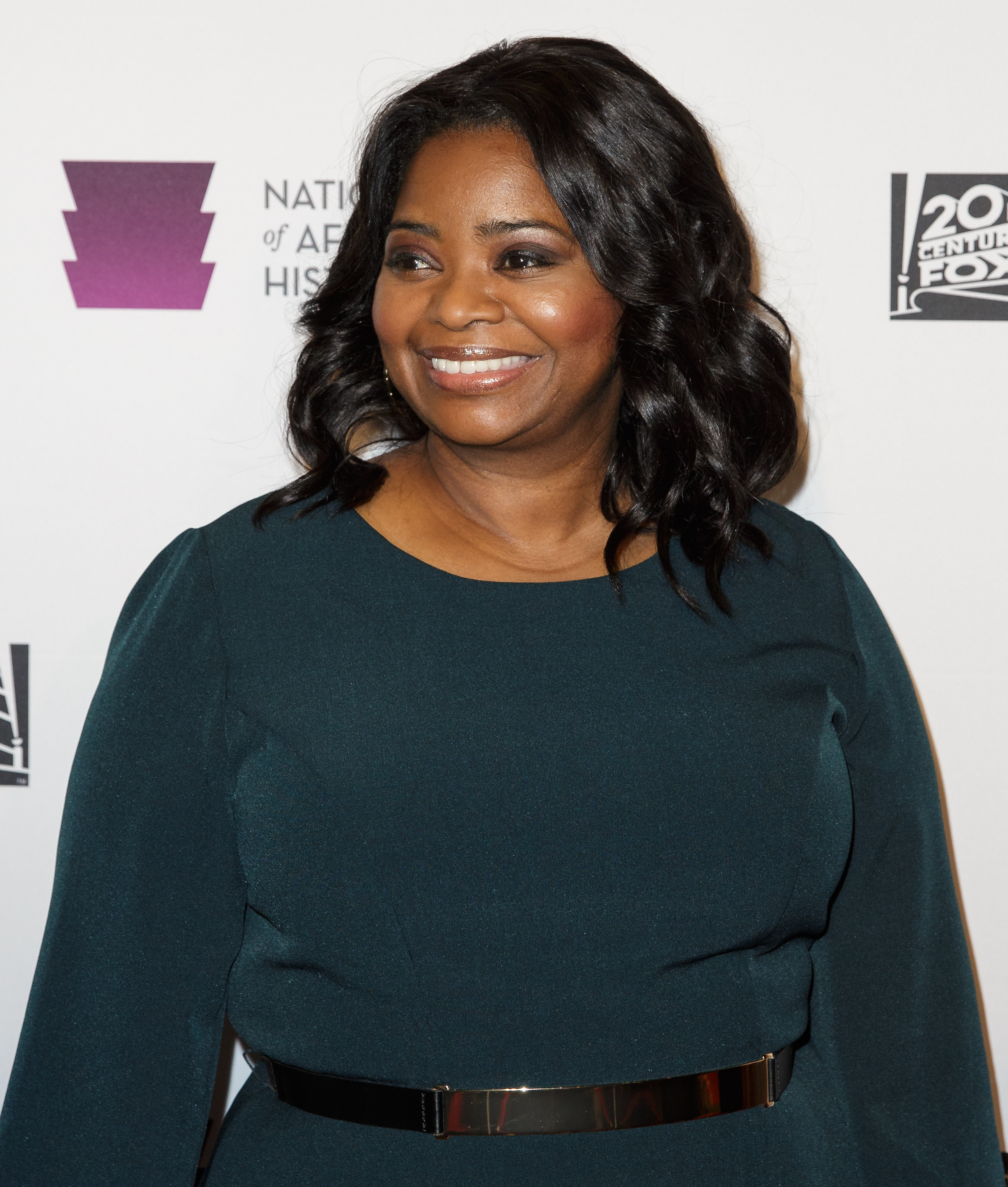
Au National Museum of African American History and Culture, en 2016.

En 2014, elle collabore pour une troisième fois avec Tate Taylor pour le biopic Get on Up centré sur James Brown, avec Viola Davis et Chadwick Boseman. Elle présente ensuite au festival de Toronto, en septembre 2014, le drame Black or White de Mike Binder dans lequel elle partage la vedette au côté de Kevin Costner.
Elle rejoint ensuite la série de films Divergente (2015-2016), à partir du second volet, incarnant la porte-parole des Fraternels et la leader des Loyalistes.
Elle est par ailleurs membre de la distribution principale de l'éphémère série dramatique de la Fox, Red Band Society. Dans cette adaptation américaine de la série catalane dramatique Les Bracelets rouges d'Albert Espinosa, elle incarne une nouvelle fois une infirmière. Mais la série est annulée au bout d'une saison, faute d'audiences. Ceci ne l'empêche pas d'être nommée pour ce rôle lors des People's Choice Awards en 2015.
En 2016, elle pratique le doublage pour le film d'animation à succès Zootopie qui remporte l'Oscar du meilleur film d'animation en 2017. Elle joue un second rôle avec le drame indépendant The Free World, évoluant aux côtés d'Elisabeth Moss et Boyd Holbrook.

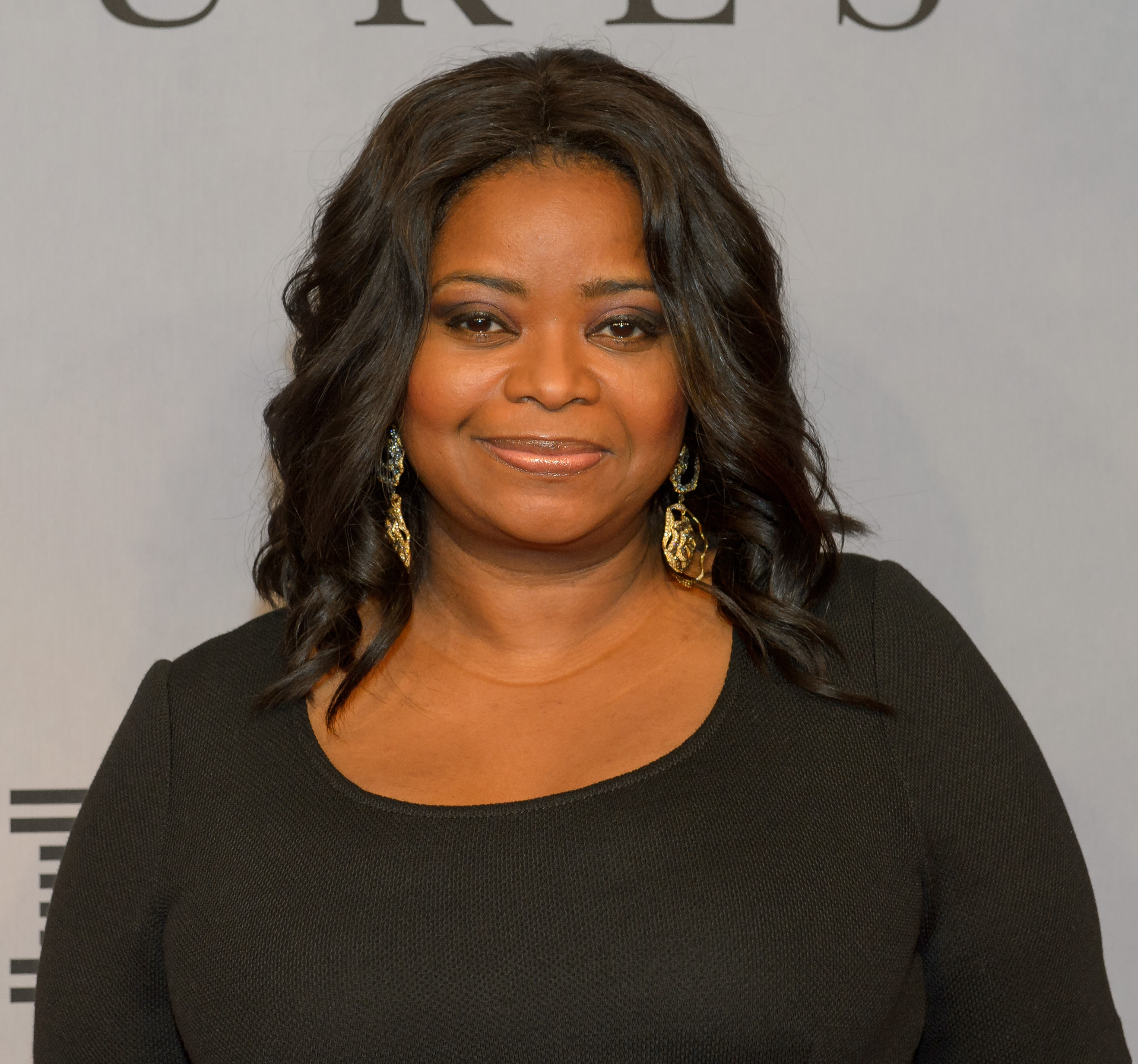
Lors de l'avant-première new-yorkaise du film Les Figures de l'ombre, en 2016.

En 2017, elle confirme grâce à son interprétation de la mathématicienne Dorothy Vaughan dans Les Figures de l'ombre de Theodore Melfi. Le film montre comment trois Afro-américaines ont joué un rôle important au sein de la NASA au temps de la conquête spatiale.
La même année, elle est remarquée aussi pour son rôle dans la romance fantastique de Guillermo del Toro, La Forme de l'eau. Le film est présenté en sélection officielle à la Mostra de Venise 2017 où, grand favori de la critique, il remporte le Lion d'or. Cette production est ensuite couronnée par quatre Oscars.
Ces deux succès critiques successifs lui valent deux nouvelles nominations à l'Oscar de la meilleure actrice dans un rôle secondaire, en 2017 et 2018. Cela fait d'elle la première actrice afro-américaine à être proposée pour un Oscar après en avoir remporté un.
Elle participe également à la production de deux autres longs métrages. Le drame Mary de Marc Webb lui permet de redonner la réplique à Chris Evans. Le film est sélectionné au festival du cinéma américain de Deauville 2017 où il remporte le Prix du public. Puis elle joue dans un film à petit budget, Small Town Crime, où elle donne la réplique à John Hawkes, Anthony Anderson et Robert Forster.
En 2018, elle fait partie des producteurs du film Green Book : Sur les routes du sud de Peter Farrelly. Il s'agit d'un film biographique sur une tournée réalisée dans les États du Sud en 1962 par le pianiste noir Don Shirley et son chauffeur et garde du corps blanc Tony Vallelonga (dit Tony Lip). Premier film du réalisateur sans son frère Bobby, il obtient de nombreuses récompenses, notamment trois Oscars dont celui du meilleur film. Devant la caméra, Octavia Spencer joue dans A Kid Like Jake de Silas Howard, avec Claire Danes et Priyanka Chopra. Il s’agit de l’adaptation de la pièce de théâtre homonyme de Daniel Pearle (2013) et c'est le premier long métrage du réalisateur.
Grâce à ses succès d'envergure, Octavia Spencer se voit décerner le Spotlight Award par la National Association of Theatre Owners.
L’année 2019 marque sa quatrième collaboration avec Tate Taylor, pour le thriller Ma où elle interprète le rôle-titre et pour lequel elle officie également en tant que productrice exécutive. Ce rôle inquiétant tranche avec ses interprétations précédentes de femmes douces,,. Elle persiste dans ce registre en étant aussi à l'affiche de Luce, autre thriller dans lequel elle donne la réplique à Naomi Watts,. La même année, il est annoncé qu'elle tiendra le rôle principal de la série Truth Be Told distribuée par la plateforme Apple TV, au côté d'Aaron Paul. Adaptée du roman de Kathleen Barber, la série montre le rôle de l'opinion publique dans des affaires de meurtres classées. Dans le même temps, elle travaille aussi pour le concurrent Netflix, en étant à l'affiche de la mini-série Self Made, une production de LeBron James, qui l'aide à obtenir un salaire égal à celui de ses collègues masculins. Cette série évoque la première femme afro-américaine millionnaire,.
Le 29 avril 2019, elle signe un contrat de trois ans avec 20th Century Fox Television, nouvelle filiale de Disney Television Studios, et crée son propre studio Orit Entertainment, avec son partenaire Brian Clisham. Cette année-là, elle est honorée lors des Producers Guild of America Awards.
Ensuite en 2020, elle rejoint Anne Hathaway dans la comédie horrifique Sacrées Sorcières réalisé par Robert Zemeckis. Il s'agit d'une adaptation du roman du même nom de Roald Dahl, publié pour la première fois en 1983. Puis elle fait partie de la large distribution vocale de la comédie fantastique Le Voyage du Docteur Dolittle.
En 2025, elle prête sa voix au film d’animation Les Schtroumpfs, le film. Le film est un triomphe avec 632 000 entrées en moins d'une semaine en France, se classe à la 1ere place du box office et obtient des critiques élogieuses,,. Il est également le meilleur lancement pour un film d’animation en 2025.

## Filmographie

### Longs métrages

#### Années 1990
- 1996 : Le Droit de tuer ? (A Time to Kill) de Joel Schumacher : l'infirmière de Roark
- 1997 : The 6th Man (en) de Randall Miller : Nativity Watson
- 1997 : Sparkler de Darren Stein (en) : Wanda
- 1999 : Collège Attitude (Never Been Kissed) de Raja Gosnell : Cynthia
- 1999 : American Virgin de Jean-Pierre Marois : Agnes Large
- 1999 : Dans la peau de John Malkovich (Being John Malkovich) de Spike Jonze : la femme dans l'ascenseur
- 1999 : Flic de haut vol (Blue Streak) de Les Mayfield : Shawna

#### Années 2000
- 2000 : La Somme de toute chose (en) (Everything Put Together) de Marc Forster : l’infirmière B
- 2000 : De quelle planète viens-tu ? (What Planet Are You From?) de Mike Nichols : une infirmière
- 2000 : Big Mamma de Raja Gosnell : Twila
- 2000 : Murder Party (Four Dogs Playing Poker) de Paul Rachman (en) : la serveuse
- 2001 : The Journeyman de James Crowley : Black Belly
- 2001 : Au bout du désespoir (en) de Florrie Laurence : l’infirmière #2
- 2002 : Spider-Man de Sam Raimi : Check-In Girl
- 2003 : Sol Goode (en) de Danny Comden (en) : l'employée qui s'occupe du chômage
- 2003 : La blonde contre-attaque (Legally Blonde 2: Red, White & Blonde) de Charles Herman-Wurmfeld : l'agent de sécurité
- 2003 : S.W.A.T. unité d'élite (S.W.A.T.) de Clark Johnson : une voisine
- 2003 : Bad Santa de Terry Zwigoff : Opal
- 2004 : Rendez-vous avec une star (Win a Date with Tad Hamilton!) de Robert Luketic : Janine
- 2004 : Rupture mode d'emploi (en) (Breakin' All the Rules) de Daniel Taplitz : une styliste
- 2005 : Coach Carter de Thomas Carter : Mme Battle
- 2005 : Pretty Persuasion de Marcos Siega : une femme
- 2005 : Marilyn Hotchkiss' Ballroom Dancing and Charm School de Randall Miller : Ayisha Lebaron
- 2005 : Miss FBI : Divinement armée (Miss Congeniality 2 : Armed and Fabulous) de John Pasquin : Octavia, elle fait signer son livre par Gracie Hart
- 2005 : Beauty Shop de Bille Woodruff : une cliente
- 2005 : Wannabe (en) de Richard Keith : Lady Chanet Janney Jones
- 2006 : Pulse de Jim Sonzero (en) : Landlady
- 2007 : The Nines de John August : une piétonne
- 2008 : Pretty Ugly People (en) de Tate Taylor : Mary
- 2008 : Sept vies (Seven Pounds) de Gabriele Muccino : Kate, une infirmière
- 2008 : Next of Kin de Martha M. Elcan : Grace
- 2009 : Jusqu'en enfer (Drag Me To Hell) de Sam Raimi : une employée de la banque
- 2009 : Jesus People: The Movie de Jason Naumann : Ange Angélique
- 2009 : Le Soliste (The Soloist) de Joe Wright : la femme troublée
- 2009 : Just Peck (en) de Michael A. Nickles : l'enseignante de la retenue
- 2009 : Halloween 2 de Rob Zombie : l’infirmière Daniels
- 2009 : The First Time (da) de Barbara Topsøe-Rothenborg : Mme Hambrick
- 2009 : Herpes Boy de Nathaniel Atcheson : Rochelle

#### Années 2010
- 2010 : Small Town Saturday Night (en) de Ryan Craig : Rhonda Dooley
- 2010 : The Dinner de Jay Roach : Mme Nora
- 2010 : Peep World de Barry W. Blaustein (en) : Alison
- 2011 : Hold-up (Flypaper) de Rob Minkoff : Madge
- 2011 : La Couleur des sentiments (The Help) de Tate Taylor : Minny Jackson
- 2011 : Girls! Girls! Girls! de Shana Sosin : ?
- 2012 : Smashed de James Ponsoldt : Jenny
- 2012 : Blues for Willadean de Del Shores (en) : LaSonia Robinson
- 2013 : Fruitvale Station de Ryan Coogler : Wanda (également co-productrice exécutive)[47]
- 2013 : Lost on Purpose de Eshom Nelms et Ian Nelms : infirmière Keller
- 2013 : Snowpiercer, le Transperceneige (Snowpiercer) de Bong Joon-ho : Tanya
- 2013 : Percy Jackson : La Mer des monstres (Percy Jackson and the Olympians: The Sea Monsters) de Thor Freudenthal : Martha (voix originale)
- 2013 : Paradise (en) de Diablo Cody : Loray
- 2014 : Get on Up de Tate Taylor : tante Honey
- 2014 : Black or White de Mike Binder : Rowena Jeffers
- 2015 : Divergente 2 : L'Insurrection (Insurgent) de Robert Schwentke : Johanna Reyes
- 2015 : Père et Fille (Fathers and Daughters) de Gabriele Muccino : Dr Corman
- 2016 : The Free World (en) de Jason Lew : Linda Workman
- 2016 : La Fabuleuse Gilly Hopkins (The Great Gilly Hopkins) de Stephen Herek : Miss Harris
- 2016 : Divergente 3 : Au-delà du mur (The Divergent Series: Allegiant) de Robert Schwentke : Johanna Reyes
- 2016 : Car Dogs de Adam Collis (en) : Mme Barrett
- 2016 : Bad Santa 2 de Mark Waters : Opal
- 2016 : Les Figures de l'ombre (Hidden Figures) de Theodore Melfi : Dorothy Vaughan
- 2017 : Le Chemin du pardon (The Shack) de Stuart Hazeldine : Papa / Elouisa
- 2017 : Small Town Crime d'Eshom Nelms et Ian Nelms : Kelly Banks (également productrice)
- 2017 : Mary de Marc Webb : Roberta Taylor (également productrice exécutive)
- 2017 : La Forme de l'eau (The Shape of Water) de Guillermo del Toro : Zelda Fuller
- 2018 : A Kid Like Jake de Silas Howard : Judy
- 2019 : Apprentis Parents de Sean Anders : Karen
- 2019 : Ma de Tate Taylor : Sua Ann "Ma" (également productrice exécutive)
- 2019 : Luce de Julius Onah : Harriet Wilson

#### Années 2020
- 2020 : Le Voyage du Docteur Dolittle (Dolittle) de Stephen Gaghan : Dab-Dab, un canard (voix)
- 2020 : Sacrées Sorcières (The Witches) de Robert Zemeckis : la grand-mère
- 2020 : Superintelligence de Ben Falcone : la voix féminine de la "Super Intelligence" / elle-même
- 2021 : Thunder Force de Ben Falcone
- 2021 : Invasion (Encounter) de Michael Pearce : Hattie Hayes
- 2022 : Spirited : L'Esprit de Noël (Spirited) de Sean Anders : Kimberly

### Films d'animation
- 2016 : Zootopie (Zootopia) de Byron Howard, Rich Moore et Jared Bush : Mme Otterton
- 2020 : En avant (Onward) de Dan Scanlon : Corey la Manticore
- 2025 : Les Schtroumpfs, le film (Smurfs) de Chris Miller

### Courts métrages
- 2000 : Auto Motives de Lorraine Bracco : Rhonda
- 2003 : Chicken Party de Tate Taylor : Laqueta Mills
- 2008 : The Spleenectomy de Kirsten Smith : l’infirmière
- 2012 : The Perfect Fit de Beth Grant : la fille timide

### Téléfilms
- 1999 : Le Manipulateur (Lansky) de John McNaughton : Evelyn la bonne
- 2000 : La Pièce manquante (en) (Missing Pieces) de Carl Schenkel : l'invitée élégante
- 2001 : La Bonne Étoile (Follow the Stars Home) de Dick Lowry : Hildy
- 2002 : L'Enfant du passé (Little John) de Dick Lowry : une serveuse
- 2011 : Family Practice de Ted Wass : Helen Overby
- 2013 : Call Me Crazy: A Five Film (en) de Laura Dern, Bryce Dallas Howard, Bonnie Hunt, Ashley Judd et Sharon Maguire : Dr Nance

### Séries télévisées

#### Années 1990
- 1997 : 413 Hope St. (en) : la conseillère en orientation (saison 1, épisode 1)
- 1998 : Moesha : Gloria (saison 4, épisode 5)
- 1998 : Faits l'un pour l'autre : une employée (saison 1, épisode 7)
- 1998 : Urgences : Maria Jones (saison 5, épisode 7)
- 1999 : Le Damné : une infirmière (saison 1, épisode 11)
- 1999 : L.A. Doctors (en) : la conductrice du bus (saison 1, épisode 24)
- 1999 : Chicago Hope : La Vie à tout prix : infirmière Jane (saison 6, épisode 3)
- 1999 : Roswell : une infirmière (saison 1, épisode 4)
- 1999 : X-Files : Aux frontières du réel : une infirmière (saison 7, épisode 4)

#### Années 2000
- 2000 : Chicken Soup for the Soul (en) : Hannah (saison 1, épisode 17)
- 2000 : Voilà ! : une infirmière (saison 4, épisode 22)
- 2000 : Becker : Ticket Woman (saison 3, épisode 3)
- 2000 : Malcolm : la caissière (saison 2, épisode 9)
- 2000 : Los Angeles, années 30 : infirmière Bernice (5 épisodes)
- 2001 : Parents à tout prix : une infirmière (saison 1, épisode 11)
- 2001 : Dharma et Greg : Gloria (saison 5, épisode 9)
- 2001-2002 : Les Chroniques du mystère : Ruby Rydell (6 épisodes[48])
- 2001-2002 : Titus : Mme Alice Hays (saison 3, épisodes 2 et 18)
- 2002 : Hôpital San Francisco : Sheryl Washington (saison 1, épisode 3)
- 2002-2005 : New York Police Blues
  - 2002 : Dawna Cahill (saison 9, épisode 17)
  - 2005 : Eleanor Jackson (saison 12, épisode 16)
- 2004-2005 : LAX : une hôtesse de l'air (6 épisodes[49])
- 2005 : Les Experts : Manhattan : une représentante de bien-être de l'enfance (saison 1, épisode 21)
- 2005 : Médium : une jurée (saison 2, épisode 7)
- 2006 : Huff : Demetria (saison 2, épisode 6)
- 2006-2007 : The Minor Accomplishments of Jackie Woodman (en) : Cheryl / agent de sécurité (4 épisodes)
- 2006 : Standoff : Les Négociateurs : Rapid Air Clerk (saison 1, épisode 1)
- 2007 : Ugly Betty : Constance Grady (4 épisodes[50])
- 2007 : Halfway Home (en) : Serenity Johnson (rôle principal, 10 épisodes[51])
- 2008 : Les Sorciers de Waverly Place : Dr Evilini (saison 1, épisodes 13 et 14)
- 2008 : Les Experts : Sherry (saison 8, épisode 14)
- 2008 : The Big Bang Theory : Octavia (saison 2, épisode 5)
- 2008 : Faux Baby : Robyn (saison 1, épisode 6)
- 2009 : Worst Week : Pour le meilleur... et pour le pire ! : une infirmière (saison 1, épisode 15)
- 2009 : Dollhouse : Professeur Janack (saison 1, épisode 7)
- 2009 : Raising the Bar : Justice à Manhattan : Arvina Watkins (5 épisodes[52])

#### Années 2010
- 2010 : Hawthorne : Infirmière en chef : Emily Tomkins (saison 2, épisode 4)
- 2013 : American Dad! : Shonteeva (animation, voix originale - saison 8, épisode 13)
- 2013 : 30 Rock : elle-même (saison 7, épisode 9)
- 2013-2015 : Mom : Regina (9 épisodes[53])
- 2014-2015 : Red Band Society : infirmière Jackson (rôle principal, 13 épisodes[54])
- 2015 : Break a Hip : Dr Trekman (web-série - saison 1, épisode 8)
- 2015 : Drunk History : Harriet Tubman (saison 3, épisode 4)
- 2019 : Black-ish : elle-même (saison 5, épisode 14)
- 2019 : Truth Be Told : Poppy Parnell (10 épisodes - également productrice exécutive)

#### Années 2020
- 2020 : Self Made : Madam C.J. Walker (mini-série, 4 épisodes - également productrice déléguée)

### En tant que productrice
- 2017 : Candid de Gabrielle Shepard (court métrage)
- 2018 : Green Book : Sur les routes du sud de Peter Farrelly (film)

### En tant que réalisatrice
- 2008 : The Captain (documentaire - également productrice et scénariste)
- 2010 : The Unforgiving Minute (court métrage - également productrice et scénariste)

## Distinctions

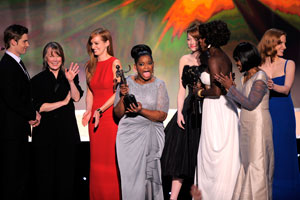
Octavia Spencer (au milieu en robe grise) avec son Screen Actors Guild Awards.

Note : Cette section récapitule les principales récompenses et nominations obtenues par Octavia Spencer. Pour une liste plus complète, se référer au site IMDb.

### Récompenses
- African-American Film Critics Association 2011 : meilleure actrice dans un second rôle pour La Couleur des sentiments
- Black Film Critics Circle Awards 2011 :
  - meilleure actrice dans un second rôle pour La Couleur des sentiments
  - meilleure distribution dans La Couleur des sentiments[55]
- Festival du film de Hollywood 2011 : Distribution de l'année pour La Couleur des sentiments[55]
- National Board of Review 2011 : meilleure distribution dans La Couleur des sentiments[55]
- Oklahoma Film Critics Circle Awards 2011 : meilleure actrice dans un second rôle pour La Couleur des sentiments
- Satellite Awards 2011 : meilleure distribution pour La Couleur des sentiments[55]
- Southeastern Film Critics Association Awards 2011 : meilleure distribution pour La Couleur des sentiments[55]
- Alliance of Women Film Journalists 2012 : meilleure actrice dans un second rôle pour La Couleur des sentiments
- Black Reel Awards 2012 : meilleure actrice dans un second rôle pour La Couleur des sentiments
- British Academy Film Awards 2012 : meilleure actrice dans un second rôle pour La Couleur des sentiments
- Critics' Choice Movie Awards 2012 : meilleure actrice dans un second rôle pour La Couleur des sentiments
- Elle Women in Hollywood Awards 2012 : Femme de l'année
- Gold Derby Awards 2012 :
  - meilleure actrice dans un second rôle pour La Couleur des sentiments
  - meilleure distribution dans La Couleur des sentiments[55]
- Golden Globes 2012 : meilleure actrice dans un second rôle pour La Couleur des sentiments
- NAACP Image Awards 2012 : meilleure actrice dans un second rôle pour La Couleur des sentiments
- Nevada Film Critics Society 2012 : meilleure distribution dans La Couleur des sentiments[55]
- Oscars 2012 : meilleure actrice dans un second rôle pour La Couleur des sentiments
- Festival international du film de Palm Springs 2012 : meilleure révélation pour La Couleur des sentiments
- Screen Actors Guild Awards 2012 :
  - meilleure actrice dans un second rôle pour La Couleur des sentiments
  - meilleure distribution dans La Couleur des sentiments[55]
- National Board of Review 2013 : meilleure actrice dans un second rôle pour Fruitvale Station
- African-American Film Critics Association 2014 : meilleure actrice dans un second rôle pour Black or White
- Black Reel Awards 2014 : meilleure actrice dans un second rôle dans une mini-série ou un téléfilm pour Call Me Crazy: A Five Film
- Festival international du film de Palm Springs 2017 : Cast Award pour Les figures de l'ombre
- Hasty Pudding Theatricals 2017 : Femme de l'année
- Screen Actors Guild Awards 2017 : meilleure distribution dans Les figures de l'ombre[56]
- Festival international du film de Palm Springs 2018 : Chairman's Vanguard Award pour La forme de l'eau
- NAACP Image Awards 2018 : meilleure actrice pour Mary
- National Association of Theatre Owners 2019 : Spotlight Award
- Producers Guild of America Awards 2020 : Visionary Award

### Nominations
- Chicago Film Critics Association Awards 2011 : meilleure actrice dans un second rôle pour La Couleur des sentiments
- Dallas-Fort Worth Film Critics Association Awards 2011 : meilleure actrice dans un second rôle pour La Couleur des sentiments
- Houston Film Critics Society Awards 2011 : meilleure actrice dans un second rôle pour La Couleur des sentiments
- Phoenix Film Critics Society Awards 2011 : meilleure actrice dans un second rôle pour La Couleur des sentiments
- Satellite Awards 2011 : meilleure actrice dans un second rôle pour La Couleur des sentiments
- St. Louis Film Critics Association 2011 : meilleure actrice dans un second rôle pour La Couleur des sentiments
- Washington DC Area Film Critics Association Awards 2011 : meilleure actrice dans un second rôle pour La Couleur des sentiments
- Women Film Critics Circle Awards 2011 : meilleure distribution féminine pour La Couleur des sentiments
- Black Reel Awards 2012 : meilleure révélation pour La Couleur des sentiments
- Central Ohio Film Critics Association Awards 2012 : meilleure distribution dans La Couleur des sentiments[55]
- London Critics' Circle Film Awards 2012 : meilleure actrice dans un second rôle pour La Couleur des sentiments
- Black Reel Awards 2013 : meilleure actrice dans un second rôle pour Smashed
- Houston Film Critics Society Awards 2013 : meilleure actrice dans un second rôle pour Fruitvale Station
- San Francisco Film Critics Circle 2013 : meilleure actrice dans un second rôle pour Fruitvale Station
- Washington DC Area Film Critics Association Awards 2011 : meilleure actrice dans un second rôle pour Fruitvale Station
- AACTA International Awards 2014 : meilleure actrice dans un second rôle pour Fruitvale Station
- Acapulco Black Film Festival 2014 : meilleure actrice dans un second rôle pour Fruitvale Station
- Black Reel Awards 2014 : meilleure actrice dans un second rôle pour Fruitvale Station
- Denver Film Critics Society 2014 : meilleure actrice dans un second rôle pour Fruitvale Station
- NAACP Image Awards 2014 : meilleure actrice dans un second rôle pour Fruitvale Station
- Black Reel Awards 2015 : meilleure actrice dans un second rôle pour Snowpiercer - le transperceneige
- NAACP Image Awards 2015 :
  - meilleure actrice dans un second rôle pour Get on Up
  - meilleure actrice dans une série télévisée dramatique pour Red Band Society
- People's Choice Awards 2015 : actrice préférée dans une nouvelle série télévisée pour Red Band Society
- Florida Film Critics Circle Awards 2016 : meilleure actrice dans un second rôle pour Les figures de l'ombre
- Las Vegas Film Critics Society Awards 2016 : meilleure actrice dans un second rôle pour Les figures de l'ombre
- Satellite Awards 2016 : meilleure actrice dans un second rôle pour Les figures de l'ombre
- Alliance of Women Film Journalists 2017 : meilleure actrice dans un second rôle pour Les figures de l'ombre
- Austin Film Critics Association 2017 : meilleure actrice dans un second rôle pour La Forme de l'eau
- Dallas-Fort Worth Film Critics Association Awards 2017 : meilleure actrice dans un second rôle pour La Forme de l'eau
- Denver Film Critics Society 2017 : meilleure actrice dans un second rôle pour Les figures de l'ombre
- Gold Derby Awards 2017 : meilleure distribution pour Les figures de l'ombre[56]
- Golden Globes 2017 : meilleure actrice dans un second rôle pour Les figures de l'ombre
- Hawaii Film Critics Society 2017 : meilleure actrice dans un second rôle pour Les figures de l'ombre
- Houston Film Critics Society Awards 2017 : meilleure actrice dans un second rôle pour Les figures de l'ombre
- NAACP Image Awards 2017 : meilleure actrice dans un second rôle pour Les figures de l'ombre
- Phoenix Film Critics Society Awards 2017 : meilleure actrice dans un second rôle pour La Forme de l'eau
- Oscars 2017 : meilleure actrice dans un second rôle pour Les figures de l'ombre
- Screen Actors Guild Awards 2017 : meilleure actrice dans un second rôle pour Les figures de l'ombre
- St. Louis Film Critics Association 2018 : meilleure actrice dans un second rôle pour La Forme de l'eau
- British Academy Film Awards 2018 : meilleure actrice dans un second rôle pour La Forme de l'eau
- Black Reel Awards 2018 : meilleure actrice dans un second rôle pour La Forme de l'eau
- Critics' Choice Movie Awards 2018 : meilleure actrice dans un second rôle pour La Forme de l'eau
- Gold Derby Awards 2018 :
  - meilleure actrice dans un second rôle pour La Forme de l'eau
  - meilleure distribution pour La Forme de l'eau[57]
- Golden Globes 2018 : meilleure actrice dans un second rôle pour La Forme de l'eau
- Hawaii Film Critics Society 2018 : meilleure actrice dans un second rôle pour La Forme de l'eau
- Houston Film Critics Society Awards 2018 : meilleure actrice dans un second rôle pour La Forme de l'eau
- Oscars 2018 : meilleure actrice dans un second rôle pour La Forme de l'eau
- Saturn Awards 2018 : meilleure actrice dans un second rôle pour La Forme de l'eau
- San Diego Film Critics Society Awards 2019 : meilleure actrice dans un second rôle pour Luce
- Online Film & Television Association 2020 : meilleure actrice dans une mini série ou un téléfilm pour Self-Made
- International Online Cinema Awards 2020 : meilleure actrice dans un second rôle pour Luce
- NAACP Image Awards 2020 : 
  - meilleure actrice dans un second rôle pour Luce
  - meilleure actrice dans une mini série ou un téléfilm pour Truth Be Told
- Gold Derby Awards 2020 : meilleure actrice dans une mini série ou un téléfilm pour Self Made
- Film Independent's Spirit Awards 2020 : meilleure actrice dans un second rôle pour Luce
- Chicago Independent Film Critics Circle Awards 2020 : meilleure actrice dans un second rôle pour Luce
- Chlotrudis Award 2020 : meilleure actrice dans un second rôle pour Luce
- Black Reel Awards for Television 2020 : meilleure actrice dans une mini série ou un téléfilm pour Self Made
- Black Reel Awards 2020 : meilleure actrice dans un second rôle pour Luce
- Primetime Emmy Awards 2020 : meilleure actrice dans une mini-série ou un téléfilm pour Self Made

## Voix françaises
En France, Octavia Spencer est doublée par plusieurs comédiennes. Ces dernières années, Virginie Emane lui a prêté sa voix à quatre reprises, et Marie Bouvier dans 28 épisodes de la série Truth be told ou le film Spirited, l’esprit de Noël.